# Weltpostkongress 1964
Ursprünglich sollte der 15. Weltpostkongress bereits 1962 in Rio de Janeiro stattfinden, wozu es nicht kam. Auch Indien, das angefragt wurde, den Weltpostkongress durchzuführen, verzichtete darauf. Daraufhin wurde Wien zum zweiten Mal nach 1891 als Kongressort gefunden. Der Generaldirektor für die Post- und Telegraphenverwaltung Österreichs, Dr. Benno Schaginger, war Präsident des XV. Weltpostkongresses 1964 in Wien, der in der Hofburg tagte.
Auf dem Kongress wurde der Beginn der „Woche des geschriebenen Briefes“ auf den Sonntag gelegt, mit dem die Woche beginnt, in der der 9. Oktober liegt.